# 祥麟 (繙譯進士)
祥麟（1843年—1906年），馬佳氏，满洲正黄旗人，清朝軍事將領、繙譯進士。

## 生平
同治九年翻译举人，同治十三年，登繙譯進士，改庶吉士。光緒二年，升翰林院檢討，后官至詹事府少詹事。光緒九年，任內閣學士。后兼以禮部侍郎銜、副都統銜，任哈密幫辦大臣。光緒十一年，任烏里雅蘇台參贊大臣、署烏里雅蘇台將軍。光緒16年暫署工部左侍郎，光緒17年正藍旗蒙古副都統，總督倉場侍郎，考試滿洲繙譯，光緒二十二年，任總統察哈爾八旗都統。光緒26年命來京。
著有《京都至伊吾庐行程日记》、《皇华劳瘁》、《乌里雅苏台纪事》、《祥麟日记》等日记稿本（据朱玉麒《散藏海内外的祥麟西北日记》）。

## 家庭
- 父春陞[9]
- 女儿馬佳氏，嫁允祉后代宗室溥肇。[10]